# ماساهیرو اوهاشی
ماساهیرو اوهاشی (انگلیسی: Masahiro Ohashi؛ زادهٔ ۲۳ ژوئن ۱۹۸۱) بازیکن فوتبال اهل ژاپن است.
از باشگاه‌هایی که در آن بازی کرده‌است می‌توان به باشگاه فوتبال گانکون، باشگاه فوتبال یوکوهاما مارینوس، باشگاه فوتبال کاوازاکی فرونتال، باشگاه فوتبال توکیو وردی، و باشگاه فوتبال آلبیرکس نیگاتا اشاره کرد.